# Horní Kozolupy
Horní Kozolupy (en allemand : Ober Kozolup ; également : Ober Gosolup, Ober Kosolup) est une commune du district de Tachov, dans la région de Plzeň, en République tchèque. Sa population s'élevait à 251 habitants en 2022.

## Géographie
Horní Kozolupy se trouve à 23 km à l'est-nord-est de Tachov, à 33 km à l'ouest-nord-ouest de Plzeň et à 111 km à l'ouest-sud-ouest de Prague.
La commune est limitée par Kokašice au nord, par Konstantinovy Lázně au nord-est, par Cebiv à l'est, par Záchlumí au sud, et par Černošín au sud-ouest et à l'ouest.

## Histoire
La première mention écrite du village date de 1237.

## Administration
La commune se compose de quatre sections :
- Horní Kozolupy
- Očín
- Slavice
- Strahov

## Galerie

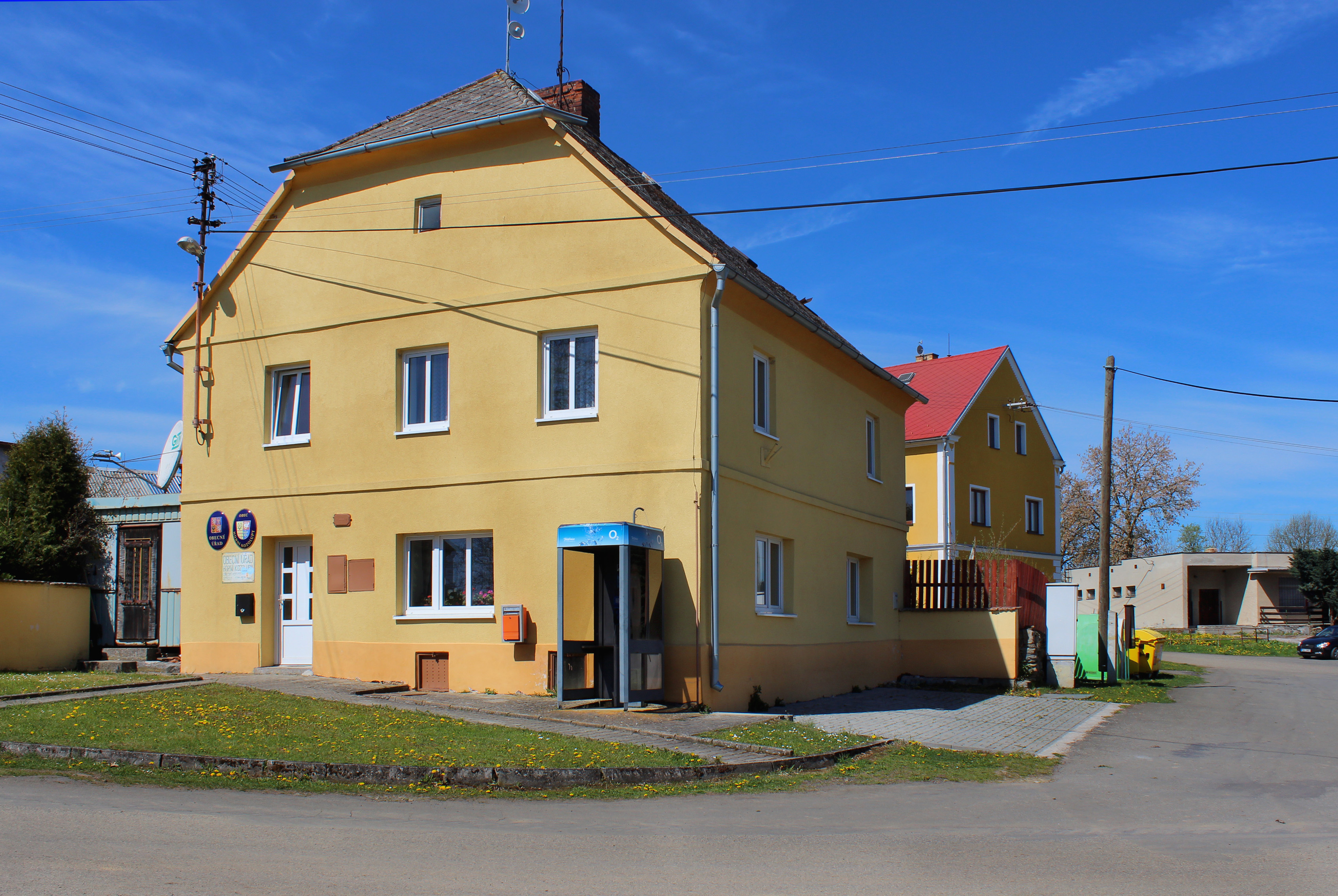
Horní Kozolupy : la mairie.
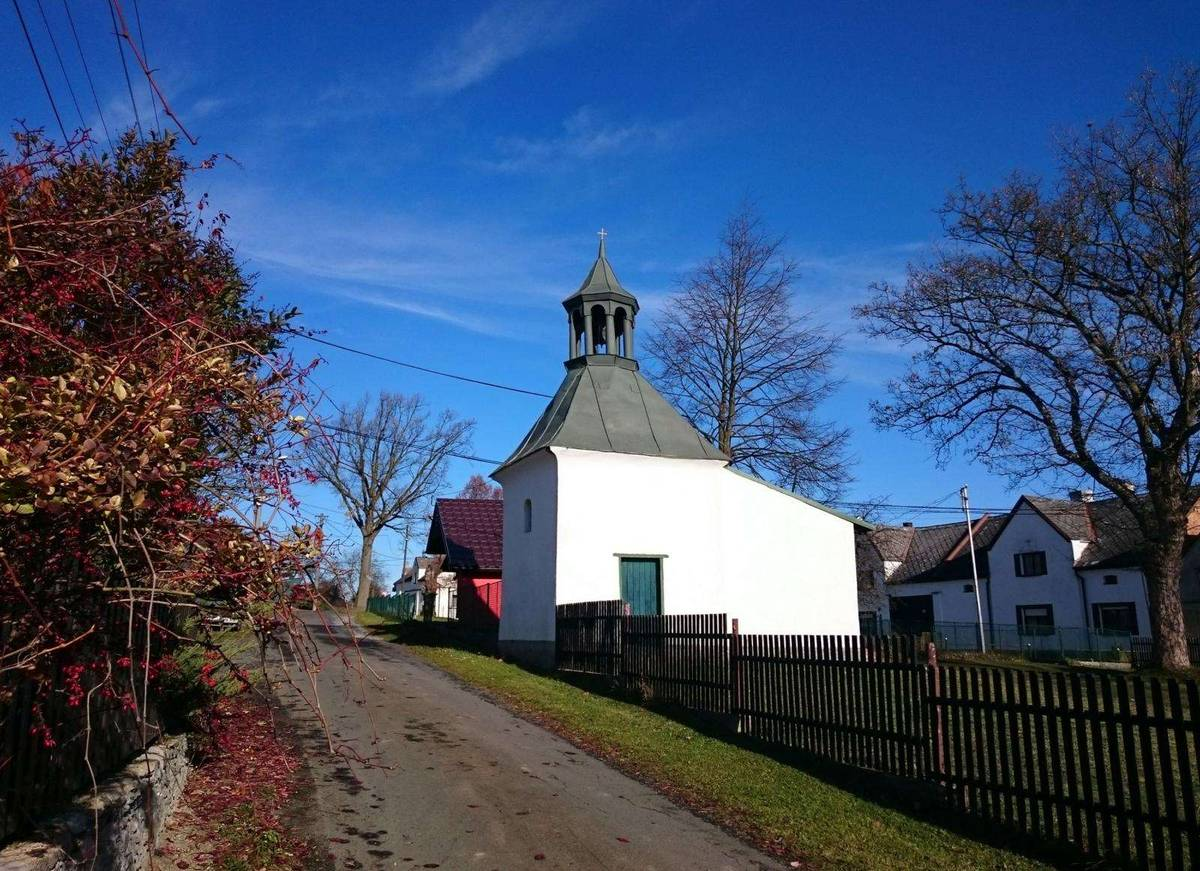
Chapelle à Strahov.

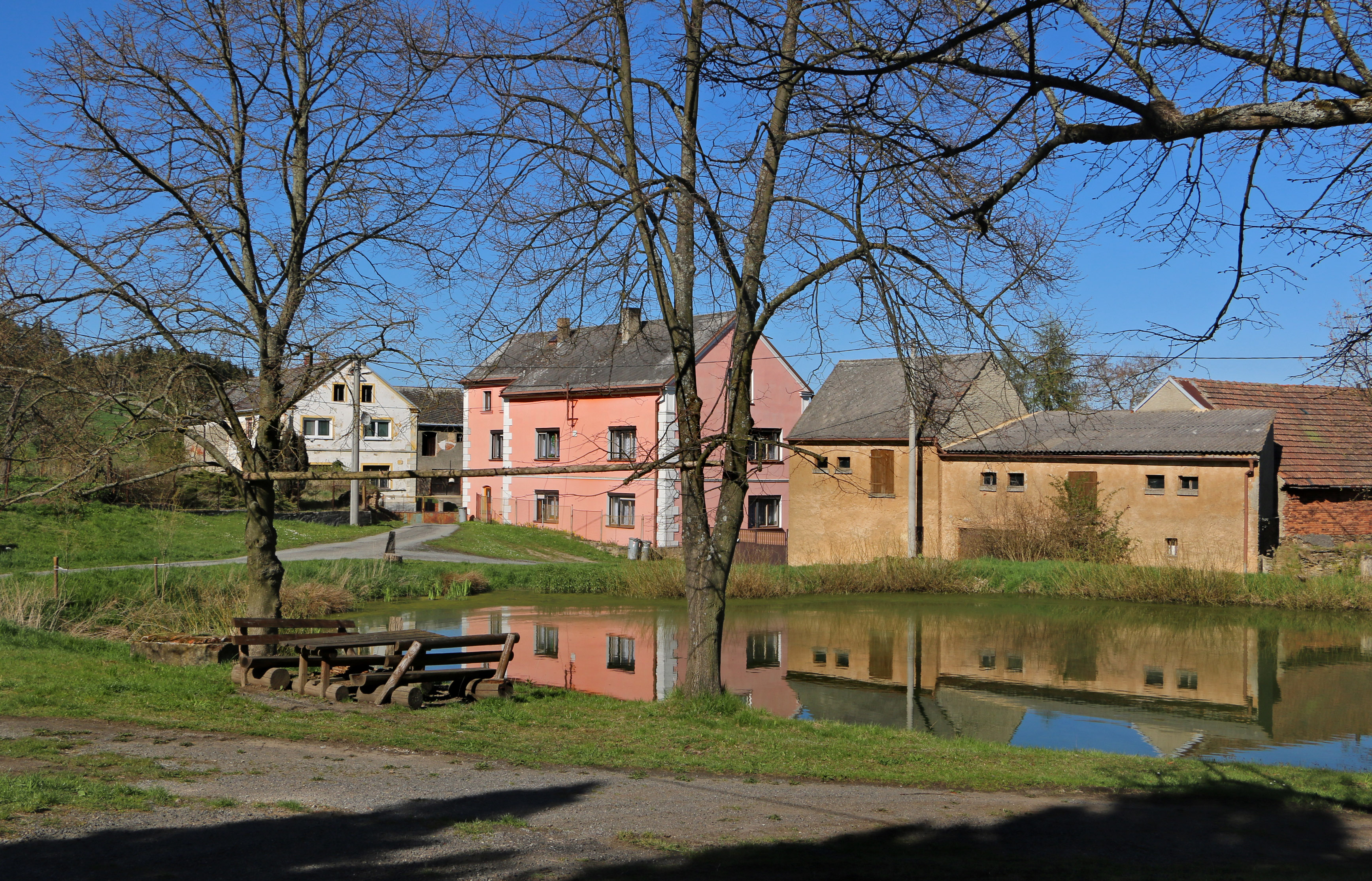
Étang à Očín.
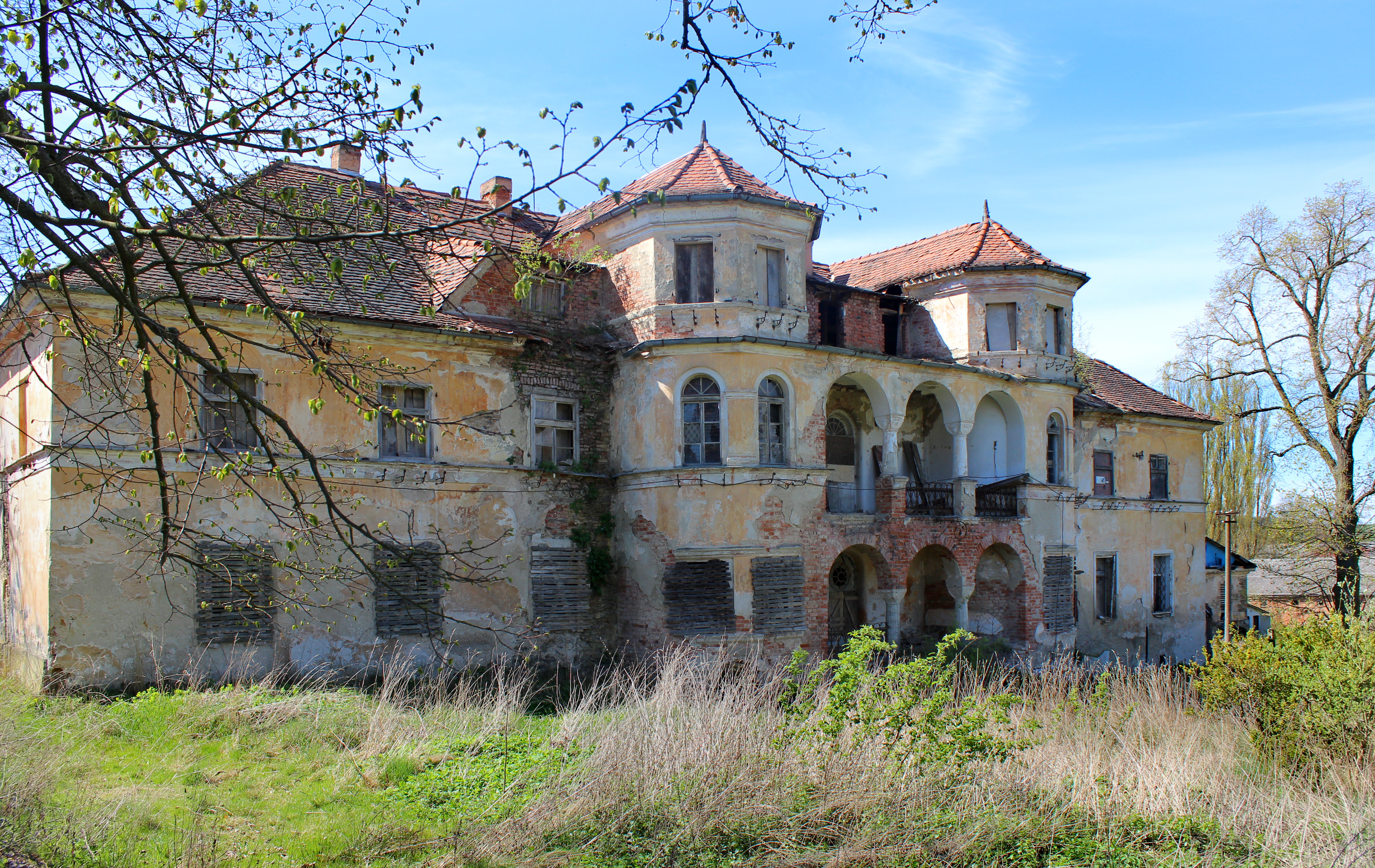
Château de Slavice.

## Transports
Par la route, Horní Kozolupy se trouve à 12 km de Stříbro, à 37 km de Tachov, à 44 km de Plzeň  et à 144 km de Prague. 